# 放晴
放晴（日语：／ haru */?）是日本男女二人摇滚乐队Yorushika的数字下载（配信）单曲，由宝丽多唱片于2024年1月5日发行。其也是2024年日本电视动画《葬送的芙莉莲》第一季第二部分（第17-28集）的片头主题曲。
该歌曲在《日本公告牌》热门百强单曲周榜上达到最高第8名，在Oricon单曲合算周榜上达到最高第11名，并获得日本唱片协会（RIAJ）的数字下载金认证和串流媒体白金认证。

## 背景和发行
2023年12月22日，即《葬送的芙莉莲》第一季第16集播出完毕后，官方宣布Yorushika的新歌放晴将作为第二部分的片头主题曲，并在Youtube上发布了动画第二部分的预告片，视频展示了歌曲的一部分。这是Yorushika继2023年5月8日发行的斜阳后再一次为电视动画制作片头主题曲。
2024年1月5日，《葬送的芙莉莲》第一季第17集首播，放晴也于当日由宝丽多唱片数字发行。

### 音乐视频
放晴的动画音乐视频（MV）于2024年3月5日在Youtube上发布，导演为森江康太，这是他继鹦鹉螺、春泥棒和左右盲后第四次为Yorushika的歌曲制作MV。MV本计划在歌曲发行当日发布，但Yorushika要求制作团队务必保证质量，使得发布最后推迟了两个月。
MV以一个地处纷争之地、被高墙隔离的小镇为背景，讲述了一位少年等待已故父亲来信的故事。森江康太称“高墙”的灵感来自于村上春树小说《世界尽头与冷酷仙境》，同时冲突频发的国际局势也启发其创作“以现实中正发生的残酷状况为主题”的作品。Real Sound的荻原梓认为MV具有反战色彩。
2024年3月29日，以《葬送的芙莉莲》为主题的特别MV发布。

## 反响和评价

### 商业表现
放晴在2024年1月17日公布《日本公告牌》热门百强单曲周榜上达到最高第8名，在热门动画歌曲周榜和数字下载歌曲周榜中分别达到最高第3名和第2名。2024年6月12日，放晴的串流媒体累计播放次数突破1亿次，成为Yorushika第五首累计播放次数超过一亿的单曲。
Oricon排行榜方面，放晴在单曲合算周榜中达到最高第11名，在2024年数字单曲年榜中获得第6名。销售认证方面，放晴获得日本唱片协会（RIAJ）的数字下载金认证和串流媒体白金认证。

### 评价
《日本公告牌》、Natalie等媒体的新闻稿指出，放晴与Yorushika先前以夜晚为代表意象的作品不同，“让人感觉像晴朗的天空一样清新”。歌曲的词曲作者n-buna表示说：“这是一首描绘晴天的歌，准确来讲是在阴天盼望晴天的歌”。Real Sound的小原良平称放晴的歌词与《葬送的芙莉莲》的第一首片头主题曲，YOASOBI的勇者相比更为抽象，但认为其与该动画紧密契合。Real Sound的石井恵梨子对“副歌中强有力的词语所表达的真挚情感”感到惊讶，称赞suis的歌声“并非为了讲述故事，而是旨在向听众传达强烈的讯息”。

## 制作人员
- suis - 主唱
- n-buna - 歌曲创作、编曲、吉他、合唱
- 下鹤光康 - 吉他
- 木谷龙也 - 贝斯
- Masack - 鼓
- 平畑徹也 - 钢琴、键盘[23]

## 荣誉
| 頒獎典禮           | 年份 | 獎項                     | 結果   | 參考   |
| ------------------ | ---- | ------------------------ | ------ | ------ |
| Anime Grand Prix   | 2024 | 最佳動畫歌曲             | 第10名 | [ 24 ] |
| MUSIC AWARDS JAPAN | 2024 | 最佳听众选择奖：日本歌曲 | 提名   | [ 25 ] |

## 排行
| 排行榜（2024年）                     | 最高位 |
| ------------------------------------ | ------ |
| 日本（《日本公告牌》Japan Hot 100）  | 8      |
| 日本（《日本公告牌》Hot Animation）  | 3      |
| 日本（《日本公告牌》Download Songs） | 2      |
| 日本（Oricon单曲合算周榜）           | 11     |

| 排行榜（2024年）                    | 最高位 |
| ----------------------------------- | ------ |
| 日本（《日本公告牌》Japan Hot 100） | 22     |
| 日本（《日本公告牌》Hot Animation） | 7      |
| 日本（Oricon数字单曲年榜）          | 6      |

## 銷量認證
| 國家或地區                                      | 認證 | 認證單位/銷量 |
| ----------------------------------------------- | ---- | ------------- |
| 日本（日本唱片協會）                            | 金   | 100,000*      |
| 串流媒體                                        |      |               |
| 日本（日本唱片協會）                            | 白金 | 100,000,000†  |
| - *僅含認證的實際銷量 - †僅含認證的串流媒體銷量 |      |               |